# Vade retro satana

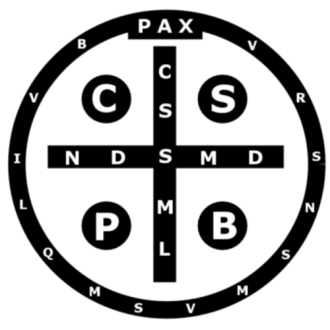
Reverso de la medalla de San Benito, en la que aparecen las siglas de esta oración.

Vade retro Satana es una expresión latina que significa «Apártate, Satanás». Es una oración medieval católica usada en el exorcismo.
Proviene de la frase Apártate de mí, Satanás, pronunciada por Jesucristo en el Evangelio de Marcos (8,33). Esta frase aparece en el reverso de la medalla de San Benito.
En la tradición católica actual, la fórmula (a veces reducida al verso vade retro) es usada para repeler cualquier posible mal. Las iniciales de esta fórmula (vrsnsmv smqlivb o vrs:nsmv:smql:ivb) a menudo se han grabado sobre crucifijos o medallas al menos desde 1780.

## Texto
| Latín | Castellano |
| --- | --- |
| Crux Sacra Sit Mihi Lux Non Draco Sit Mihi Dux Vade Retro Satana Numquam Suade Mihi Vana Sunt Mala Quae Libas Ipse Venena Bibas | Que la Santa Cruz sea mi luz, Que no sea el dragón mi señor. ¡Vete atrás, Satanás! Nunca me persuadas con cosas vanas, Es malo lo que das de probar, Bebe tu propio veneno. |